# Dzhanik Fayziev
Dzhanik Fayziev (født 30. juli 1961 i Tasjkent i Sovjetunionen) er en russisk og usbekisk filminstruktør, skuespiller og manuskriptforfatter.
Fayziev er gidt med den russiske skuespiller Svetlana Ivanova. 

## Filmografi i udvalg
Som instrukør
- Turetskij gambit (Турецкий гамбит, 2005)[1][2]
- Avgust. Vosmogo (Август. Восьмого, 2012)
- Legenda o Kolovrate (Легенда о Коловрате, 2017)
- Vratar galaktiki (Вратарь Галактики, 2020)

Som producer
- Admiralen (2008)
- Kanikuly strogogo rezjima (da.: Helligdage med strengt regime, 2009)